# 시치리가하마역

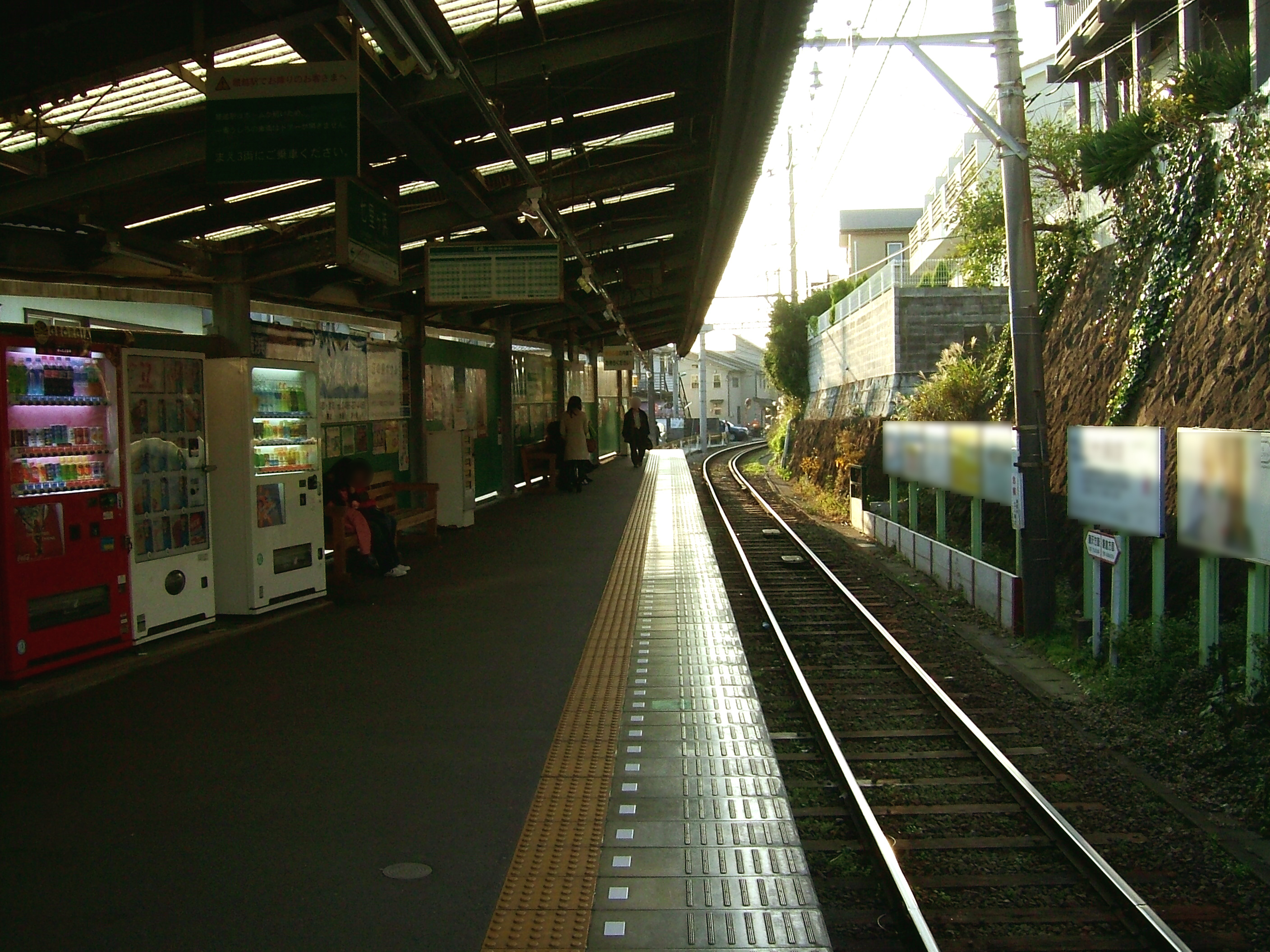
시치리가하마 역 승강장의 모습

시치리가하마 역(일본어: 七里ヶ浜駅)은 에노시마 전철선의 역이다. 일본 가나가와현 가마쿠라시에 있다. 이 역에서 인근 여객취급역인 가마쿠라코코마에 역까지는 0.9km 떨어져 있다.

## 역사
시치리가하마 역은 1903년 6월 20일 다나베 역(田辺駅)으로 개업했다. 1905년 10월 19일 유키아이 역(行合駅)으로 이름이 변경되었다. 1951년에 현재 쓰이는 이름인 시치리가하마(七里ヶ浜駅)로 역 이름이 변경되었다. 현재 시치리가하마 역으로 쓰이고 있는 건물은 1997년에 다시 만들어진 것이다.
덧붙여서, 태평양전쟁 이전의 시기에 시치리가하마 역은 현재의 미네가하라 신호장근처에 있었다. 또, 1997년 역 건물 개축 동안에는 현재의 역 건물에서 나오자마자 보이는 건널목의 끝에 임시 역이 존재했다.

## 역 구조
- 시치리가하마 역은 유인역이다. 역무원은 낮동안에만 근무한다.
- 출입구에는 IC카드용 간이개찰기가 설치되어 있다.
- 화장실은 개찰구 안에 있다. 그러나 승강장에서는 좀 떨어져 있다.
- 개찰구 옆에는 윈드서핑의 돛을 모티프로 삼아 만든 조형물이 있다. 이 조형물은 이 역이 쇼난해안 근처의 역임을 알려주고 있다.

### 승강장 구조
시치리가하마 역은 1면 1선의 단선 승강장이다. 승강장 하나로 양방향의 승객을 처리한다.
| 1 | ■ 에노시마 전철선 | 후지사와, 가마쿠라 방면 |

## 역세권 정보
역의 북쪽은 1965년 세이부 철도가 개발한 주택단지로 이루어졌다. 역의 남쪽은 일본 국도 134호선을 사이에 두고 모래사장이 있다. 역 북쪽 근방에 가나가와 현립 시치리가하마 고등학교가 있다. 근방의 이나무라가사키 역과 가마쿠라코코마에 역에 걸쳐있는 시치리가하마 모래사장(도보 3분)이 있으며 서핑 및 해수욕으로 유명하다.

## 승하차량 변동
2008년 기준 시치리가하마 역의 하루 평균 승하차 인원은 4,832명이다.

## 기타
- 시치리가하마라는 이름의 유래는 가마쿠라 시대에 이 지역의 동쪽에 있던 이나무라가사키(稲村ガ崎)에서 서쪽의 고유류기미사키(小動岬,こゆるぎみさき)까지 있던 바닷가의 길이를 측정했는데, 이 지역의 거리가 7리에 있어서라고 한다.(여기서 쓰인 '리(里)'단위는 에도시대 당시에 쓰였던 '리'단위와 다르다.)
- 현지인들은 '시치리(七里)'라고 부른다.
- 이 역이 있는 곳의 지명인 시치리가하마는 역 이름은 '七里ヶ浜'라고 쓰지만 주거표시 또는 학교명 등에서는 '七里ガ浜'라고 쓴다.